# Feuillants

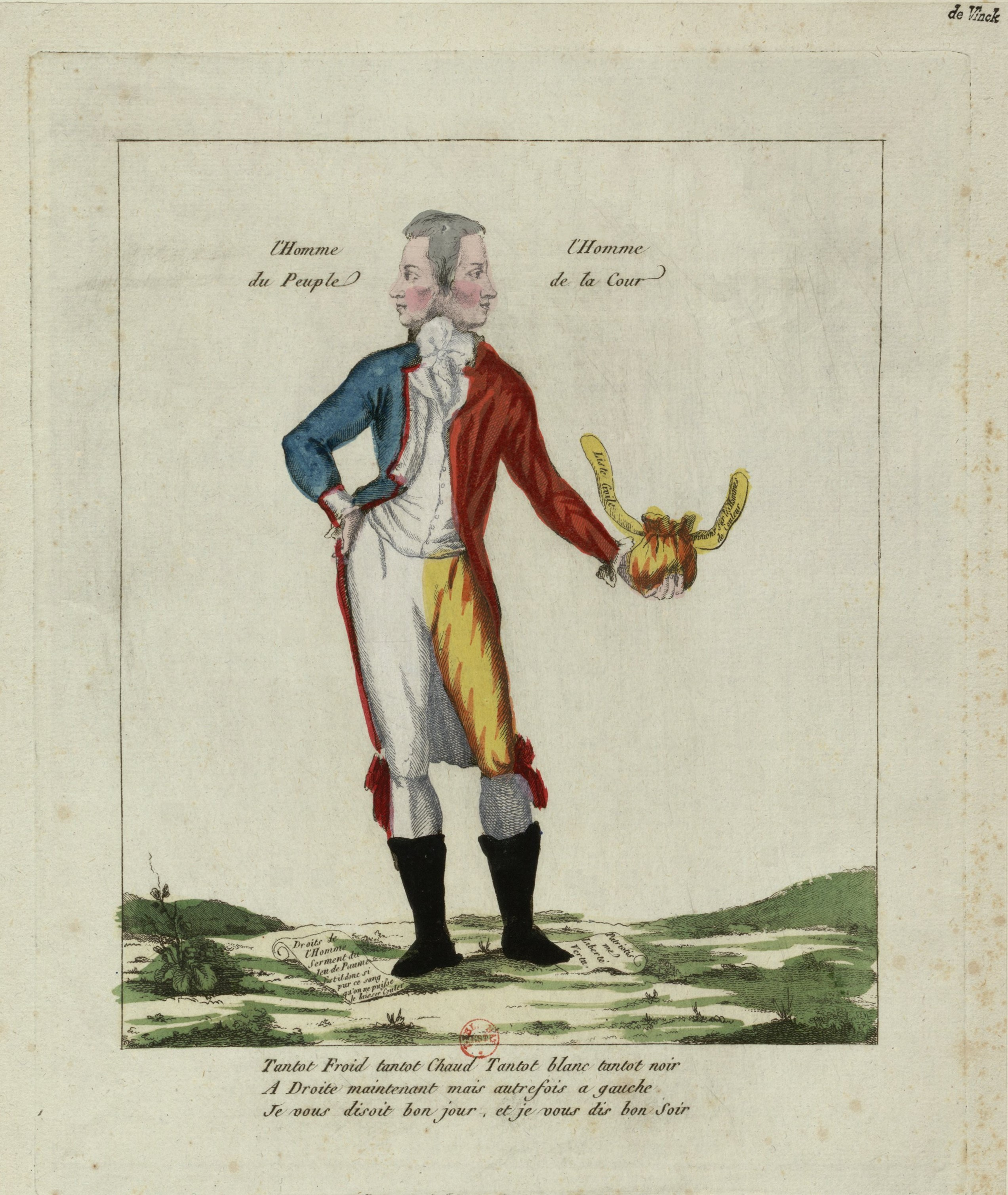
Antoine Barnave, een van de voormannen van de Feuillants met Januskop

De feuillants of Société des Amis de la Constitution séante aux Feuillants hadden tijdens de Franse Revolutie de meerderheid in de Assemblée Législative. Het waren constitutionele monarchisten, tegenstanders van het ancien régime, maar eveneens tegen de democratie. Ze meenden dat de belangrijkste doeleinden waren bereikt en wilden de Revolutie stoppen. Ze waren voor een overheersende positie van de bourgeoisie, zoals ingesteld bij de Franse Grondwet van 1791. De Engelse parlementaire democratie leek het beste voorbeeld.
Na de dood van graaf de Mirabeau, begin april, wilde een driemanschap zijn gedachtegoed voortzetten. Antoine Barnave trad in overleg met Marie Antoinette. Op 16 juli 1791, vier weken na de vlucht van de koning naar Varennes, kwam het tot een scheuring en stichtten de gematigde en conservatieve leden een eigen club in het nabijgelegen, leegstaande feuillantenklooster (feuillanten maakten deel uit van de cisterciënzers). Aanvankelijk waren er 264 leden, later 160. Directe aanleiding vormde het voorstel de koning af te zetten. Volgens een deel was dit verzoek strijdig met het decreet van de Nationale Vergadering van 15 juli waarbij Lodewijk XVI onschuldig was verklaard.
De feuillants waren tegenstanders van algemeen kiesrecht, tegen democratisering van de Franse Nationale Garde en tegen emancipatie van "zwarten". In 1792 verzetten de Feuillants zich tegen onteigening van landbouwgrond, alsook tegen een oorlog met Oostenrijk. Ze werden aangevallen door Jacques Pierre Brissot, de voorman van de girondijnen, en Jean-Paul Marat van de cordeliers. Na de Bestorming van de Tuilerieën op 10 augustus 1792 verloren de feuillants hun macht aan de jakobijnen en de girondijnen die een hardere lijn voorstonden.
In november 1793 kwam hun voorman, de naar Grenoble gevluchte Barnave, onder het "Nationale Scheermes"; hij werd, evenals Brissot enkele weken eerder, naar het schavot gevoerd door het Schrikbewind.